# ميثيل إيزوبوتيل الكيتون
ميثيل إيزوبوتيل الكيتون هو مركب عضوي صيغته الكيميائية C6H12O، ويوجد على هيئة سائل عديم اللون. ينتمي هذا المركب إلى مجموعة الكيتونات، ويرمز له اختصاراً MIBK.

## التحضير
يحضر هذا المركب وفق أسلوب اصطناع الإناء الواحد من تفاعل تكاثف ذاتي للأسيتون، وفق آلية تكاثف ألدولي ليعطي كحول ثنائي الأسيتون، والذي يخضع فوراً إلى تفاعل بلمهة (نزع ماء) ليعطي أكسيد الميسيتيل، والذي تعطي هدرجته المركب المطلوب ميثيل إيزوبوتيل الكيتون.
صناعياً يحضر هذا التفاعل بذات الأسلوب، ولكن بحضور حفاز من البلاديوم.

## الخواص
يوجد المركب في الشروط القياسية على هيئة سائل عديم اللون.

## الاستخدامات
يستخدم هذا المركب مذيباً في الصناعات الكيميائية المتضمنة الراتنجات والدهانات والمطاط الصناعي والورنيش واللك.